# Lotta Kilian
Lotta Kilian (geboren 1981 in Hamburg) ist eine deutsche Kamerafrau.

## Leben
Lotta Kilian studierte an der Universität Hamburg und der Hochschule für Bildende Künste Hamburg sowie am European Film College in Dänemark bevor sie 2007 ein Kamera-Studium an der Hochschule für Film und Fernsehen Konrad Wolf in Potsdam-Babelsberg, heute Filmuniversität Babelsberg, aufnahm. Nach dem Diplom 2012 war sie für zwei Jahre Meisterschülerin bei Michael Hammon.
Noch während des Studiums begann sie als Kamerafrau für Spielfilm und Dokumentarfilm. Für den Film Wir Sterben von Josephine Links gewann sie 2012 den Deutschen Kamerapreis für den besten Kurzfilm.  2014 war sie Teilnehmerin der Berlinale Talents. Der Spielfilm Top Girl oder La déformation professionnelle von der Regisseurin Tatjana Turanskyj lief 2014 auf der Berlinale. Der Kino-Dokumentarfilm Landstück von Volker Koepp im Forum der Berlinale 2016.
Der Fernsehfilm Nichts, was uns passiert von Julia C. Kaiser, nach dem gleichnamigen Roman von Bettina Wilpert, wurde beim 60. Grimmepreis zweifach ausgezeichnet.
Für die Bildgestaltung in dem deutsch-französischen Filmdrama Luise von Matthias Luthardt wurde Lotta Kilian 2023 beim Camerimage Film-Festival in Polen für den Golden Frog in der Cinematographers‘ Debuts Competition nominiert und erhielt 2024 beim Deutschen Filmpreis eine Nominierung für die beste Kamera/Bildgestaltung.
Lotta Kilian ist Mitglied der Deutschen Filmakademie, des Zusammenschlusses deutschsprachiger Bildgestalterinnen Cinematographinnen und des Bundesverband Kamera (BVK).

## Filmografie (Auswahl)
- 2024: Push (TV-Serie) – Regie: Mia Maariel Meyer
- 2024: 2 Minuten 24/7 (TV-Serie) – Regie: Leonie Krippendorff
- 2023: Luise (Kino-Spielfilm) – Regie: Matthias Luthardt
- 2023: Nichts, was uns passiert (TV-Film) – Regie: Julia C. Kaiser
- 2022: Becoming Charlie (TV-Serie) – Regie: Kerstin Polte
- 2021: Loving Her (TV Serie) – Regie: Leonie Krippendorff
- 2020/2021: Druck (TV-Serie) – Regie: Faraz Shariat
- 2016: Landstück (Kino-Dokumentarfilm) – Regie: Volker Koepp
- 2014: Top Girl oder La Deformation professionelle (Kino Spielfilm) – Regie: Tatjana Turanskyj
- 2013: Am Anfang (Kino-Dokumentarfilm) – Regie: Josephine Links
- 2011: Wir Sterben – Regie: Josephine Links
- 2010: Nach den Jahren – Regie: Josephine Links

## Auszeichnungen
- 2024: Nominierung Deutscher Filmpreis (Lola), Beste Kamera/Bildgestaltung, für Luise[8]
- 2024: Grimmepreis, Kategorie Fiktion und Preis der Studierenden Jury, für Nichts, was uns passiert[9]
- 2024: Nominierung Best Cinematography, Serienfestival Die Seriale, für 2 Minuten 24/7[10]
- 2024: Nominierung Best Cinematography, Serienfestival Die Seriale, für Becoming Charlie[11]
- 2023: Nominierung Camerimage Film Festival, Golden Frog Cinematographers‘ Debuts Competition, für Luise[12]
- 2022: Nominierung Deutscher Fernsehpreis, Beste Dramaserie, Becoming Charlie[13]
- 2014: Nominierung Wettbewerb für Bildgestalterinnen, Internationales Frauenfilmfestival IFFF, für Top Girl und Am Anfang[14]
- 2012: Deutscher Kamerapreis, Bester Kurzfilm, für Wir Sterben[15]
- 2012: Nominierung Wettbewerb für Bildgestalterinnen, Internationales Frauenfilmfestival IFFF, für Wir Sterben[16]
- 2011: International Kodak Film School Cinematography Competition 2011 35mm, second place winner, für Wir Sterben[17]
- 2010: Nominierung Deutscher Kurzfilmpreis (Lola), für Nach den Jahren[18]